# Oceanactis bursifera
Oceanactis bursifera is een zeeanemonensoort uit de familie van de Minyadidae. De wetenschappelijke naam van de soort is voor het eerst geldig gepubliceerd in 2000 door Riemann-Zürneck.